# Оджеббіо
Оджеббіо (італ. Oggebbio, п'єм. Ogebi) — муніципалітет в Італії, у регіоні П'ємонт,  провінція Вербано-Кузіо-Оссола.
Оджеббіо розташоване на відстані близько 550 км на північний захід від Рима, 130 км на північний схід від Турина, 11 км на північний схід від Вербанії.
Населення — 889 осіб (2014).
Щорічний фестиваль відбувається 29 червня. Покровитель — Петро (апостол).

## Демографія
Населення за роками:

Станом на 1 січня 2023 року в муніципалітеті офіційно проживали 83 іноземці з 21 країни, серед них 22 громадяни країн Євросоюзу та 7 громадян України.

## Сусідні муніципалітети
- Аурано
- Бреццо-ді-Бедеро
- Каннеро-Рив'єра
- Кастельвеккана
- Гіффа
- Порто-Вальтравалья
- Премено
- Трарего-Віджона